# 病原细菌
病原細菌（英語：pathogenic bacteria）又称病原菌，特指能导致傳染病的细菌病原體。本條目主要針對會造成人類傳染病的病原細菌。
大部份的細菌是無害，甚至是有益的，不過有些細菌是病原体。像結核就是疾病总量最高的細菌性疾病之一，是由結核桿菌所傳染，每年死亡人數約二百萬人，大部份位於撒哈拉以南非洲。許多重要的疾病也是由病原細菌造成的，像肺炎就是由鏈球菌屬及假單胞菌造成，而食物中毒可能是由志賀氏菌屬及沙門氏菌屬引起。像破傷風、伤寒、白喉、梅毒及麻风病都是由病原細菌引起的疾病。病原細菌也是開發中國家高婴儿死亡率的原因之一。
疾病和微生物之間的因果关系可以用柯霍氏法則來判斷。

## 疾病
每種病原細菌都有其特殊的作用，會使感染的人出現特定的症狀，不過也有些人在感染後不會出現症狀。免疫受損的人比較容易因致病菌而罹患疾病。

### 對病原細菌的耐受程度
有些病原細菌要在特定的條件下才會导致疾病，例如由皮膚上的傷口或性活動進入體內，或是在抵抗力較差的情形下進入人體。
鏈球菌屬及葡萄球菌屬屬於常見的人類微生物群系，一般會在人體的皮膚或鼻咽部位，不過這些細菌也可能造成皮膚的感染，這些病菌也可能造成敗血症、肺炎及脑膜炎，若嚴重的話，會導致系統性的發炎反應，造成大规模的血管舒张，休克和死亡。
其他病原細菌是机会性感染，一般會在免疫抑制或是囊腫性纖維化的人身上發病。這類的病原細菌有綠膿桿菌、洋蔥伯克氏菌及鳥型結核菌等。

### 細胞內寄生物
專性細胞內寄生物（如披衣菌、埃利希体属及立克次体）可以只在其他的細胞內生長及複製，這類的細胞內感染可能無症狀，有一段疾病潜伏期，像造成斑疹傷寒及落磯山斑點熱的立克次体就是這種例子。
衣原體屬也是細胞內寄生物，會造成肺炎、泌尿道感染，也可能造成及冠狀動脈疾病。
其他細胞內寄生物有沙門氏菌屬、奈瑟菌屬、分枝桿菌屬、軍團菌屬及鼠疫桿菌等，這些細菌可以在細胞內生存，也可以在宿主細胞以外生存。

### 特定組織的感染
以下是一些病原細菌所造成，特定組織的疾病。
- 细菌性阴道病是由於在阴道內有其他菌種超過乳桿菌屬，改變陰道內菌種的平衡狀態所產生的疾病。
- 其他非细菌型的阴道感染有念珠菌症、滴蟲性陰道炎等[6][7]。
- 細菌性腦膜炎是指覆蓋脑及脊髓的腦膜之細菌性感染。
- 細菌型肺炎是指肺部的細菌感染。
- 泌尿道感染多半是因為細菌引起，症狀包括頻繁的感覺要排尿、排尿時疼痛、尿液混濁[8]。主要是由於大腸桿菌造成，尿液本身是無菌的，不過會含有一些鹽類及排泄物[9]。細菌可能移動到膀胱及腎，造成膀胱炎及腎炎。
- 細菌性腸胃炎是由於腸內的病原細菌造成，這些細菌和腸內正常的肠内菌丛（英语：gut flora）不同，不過若是大腸桿菌，很難看出正常菌丛和病原細菌的差異。
- 細菌型皮膚感染有：
  - 膿包病是感染性極強的細菌型皮膚感染，常見於兒童[10]，是由金黃色葡萄球菌及产脓链球菌（英语：Streptococcus pyogenes）造成[11]。
  - 丹毒是急性的链球菌感染，發生在深層的皮膚中，且會沿著淋巴擴散。
  - 蜂窩組織炎是結締組織的瀰漫性炎症[12]，在皮膚及皮下層有嚴重的發炎。是由正常的皮膚菌丛（英语：gut flora）或是其他的細菌造成，一般會出現在皮膚有傷口、水泡、皲裂、昆蟲叮咬（英语：insect bite）、動物攻擊（英语：Animal attacks）、灼傷、手術傷口（英语：surgical wound）、注射針孔、或是靜脈注射的針孔，大部份情形會影響臉部及腿部，不過其他部位也會有蜂窩組織炎。

## 機制

### 營養
鐵是人類需要的營養素之一，大多數細菌成長也需要鐵。為了可以獲得鐵質，有些細菌會分泌稱為嗜铁体的蛋白質，其和鐵的結合力比輸鐵蛋白更強，以便奪取輸鐵蛋白上的鐵。只要嗜铁体和铁的錯合物形成後，細菌表面會有嗜铁体的受體，因此可以將鐵帶進細菌細胞內。

#### 對細胞的直接破壞
只要病原細菌入侵細胞內，會利用細胞內的養份，並將代謝產物排至細胞內，因此會造成直接的破壞。若病原細菌在細胞內繁殖及分製，細胞會破裂，會釋出病原細菌。像大腸桿菌、志賀氏菌屬、沙門氏菌屬及淋球菌等細菌會引發宿主的上皮細胞以吞噬作用吞噬這些病菌，之後，病原細菌會破壞細胞，並且以逆吞噬作用的方式離開此細胞，進入其他細胞。有些病原細菌會分泌酵素來穿透宿主細胞，本身即為一種破壞。

#### 產生毒素
毒素是一些微生物產生的有毒物質，一般和病原細菌致病的特性有關。内毒素是革蘭氏陰性菌外膜的脂多糖，當细菌裂解時會釋放内毒素，這也是為何抗生素治疗后，一開始症狀會加重，這是因為细菌死亡，釋放出内毒素。外毒素是細菌成長及代謝時釋放的蛋白質，在革蘭氏陽性菌中較常見，當细菌死亡、细胞膜破裂時會釋出外毒素。外毒素的效果會隨所在組織而不同，一般會破壞細胞的特定部份，或是抑制代謝機能的進行。已知有毒物質中，有些最毒的就是外毒素，例如只要1 mg的肉毒桿菌毒素就可以殺死百萬隻天竺鼠，這類的疾病常是因為外毒素造成，而不是因為病原細菌本身所造成。

## 治療
细菌感染會用抗细菌药來治療，若藥物可以傷死細菌，則會分類為杀菌剂，若只是抑制細菌的成長，則算是抑菌劑。抗细菌药有許多不同的種類，每一類會抑制一種會細菌和宿主不同的生物作用。例如氯霉素和四環黴素會抑制细菌的核糖体，但不會抑制結構不同的真核细胞核糖体，因此只對細菌有毒性。抗细菌药除了用在治療人類疾病外，也可以用在精耕细作以促進動物的成長，不過兩種用法都會增加細菌繁殖過程的抗生素抗藥性，使細菌快速成長。噬菌體療法也可以處理特定的細菌感染。感染也可以藉由消毒剂的方式避免，例如在注射器的針頭刺入皮膚之前，先將皮膚清毒，並且適當的處理料留置导管。像外科及牙科的器械也會經過殺菌處理以減少感染。像漂白水等消毒劑可以去除物體表面的細菌或其他致病源，防止物體表面的污染，也避免造成感染。食物在加熱到超過73 °C (163 °F)，可以去除大部份的細菌。

## 病原細菌對應的屬及其微觀特徵
細菌中有許多属都含有病原細菌，其中有一些特徵有助於病原細菌的分類，以下的是部份的列表。
| 屬               | 種                                                                      | 革蘭氏染色        | 外形                             | 是否需要氧氣                               | 細胞內／細胞外                          |
| ---------------- | ----------------------------------------------------------------------- | ----------------- | -------------------------------- | ------------------------------------------ | --------------------------------------- |
| 芽孢桿菌屬       | - 炭疽桿菌 - 蠟樣芽孢桿菌                                               | 陽性              | 桿菌                             | 兼性厭氧菌                                 | 細胞外                                  |
| 巴尔通氏体属     | - 翰斯勒巴東氏菌 - 五日熱巴爾通體                                       | 陰性              | 桿菌                             | 好氧菌                                     | 兼內                                    |
| 博德特菌属       | - 百日咳杆菌                                                            | 陰性              | 小的球桿菌                       | 好氧菌                                     | 細胞外                                  |
| 疏螺旋体属       | - 伯氏疏螺旋體 - 加里疏螺旋体 - 阿氏疏螺旋體 - 回归热疏螺旋体           | 陰性，不容易染色  | 螺旋體門                         | 厭氧菌                                     | 細胞外                                  |
| 布鲁氏菌属       | - 流產布魯氏菌 - 犬布氏桿菌 - 馬爾他布魯氏菌 - 猪布氏杆菌               | 陰性              | 球桿菌                           | 好氧菌                                     | 細胞內                                  |
| 弯曲菌属         | - 空肠弯曲菌                                                            | 陰性              | 螺旋體                           | 微需氧微生物                               | 細胞外                                  |
| 衣原體屬及披衣菌 | - 肺炎性披衣菌 - 砂眼衣原體 - 猫衣原体                                  | 不會被染色        | 小的圓形或卵形                   | 兼性需氧或嚴格需氧菌                       | 專性細胞內                              |
| 梭菌屬           | - 肉毒桿菌 - 艱難梭菌 - 產氣莢膜梭菌 - 破傷風梭菌                       | 陽性              | 較大的杆形，兩端較鈍             | 專性厭氧菌                                 | 細胞外                                  |
| 棒狀桿菌屬       | - 白喉杆菌                                                              | 陽性（不均勻）    | 芽孢桿菌                         | 大部份是兼性厭氧菌                         | 細胞外                                  |
| 腸球菌           | - 糞腸球菌 - 屎腸球菌                                                   | 陽性              | 球菌                             | 兼性厭氧菌                                 | 細胞外                                  |
| 埃希氏杆菌属     | - 大腸桿菌                                                              | 陰性              | 芽孢桿菌                         | 兼性厭氧菌                                 | 細胞外或細胞內                          |
| 弗朗西斯氏菌属   | - 土倫病法蘭西斯氏菌                                                    | 陰性              | 球桿菌                           | 嚴格的好氧菌                               | 兼性細胞內                              |
| 嗜血桿菌屬       | - 流感嗜血桿菌                                                          | 陰性              | 從球桿菌到細長形的长丝           |                                            | 細胞外                                  |
| 螺桿菌屬         | - 幽門螺桿菌                                                            | 陰性              | 螺旋體                           | 微厭氧菌                                   | 細胞外                                  |
| 軍團菌屬         | - 退伍軍人菌                                                            | 陰性，不易染色    | 球桿菌                           | 好氧菌                                     | 兼性細胞內                              |
| 鉤端螺旋體       | - 肾脏钩端螺旋体 - 圣地罗西钩端螺旋体 - 韦氏钩端螺旋体 - 野口钩端螺旋体 | 陰性，不易染色    | 螺旋體                           | 嚴格好氧菌                                 | 細胞外                                  |
| 李斯特菌屬       | - 李斯特菌                                                              | 陽性，深色        | 細的小型桿菌                     | 兼性厭氧菌                                 | 細胞內                                  |
| 分枝桿菌屬       | - 麻風桿菌 - 結核桿菌 - 溃疡分枝杆菌                                    | （無）            | 細長的桿菌                       | 好氧菌                                     | 細胞外                                  |
| 支原體屬         | - 肺炎支原體                                                            | （無）            | 煎蛋一様的外貌，無細胞壁         | 大部份是兼性厭氧菌，肺炎支原體為嚴格好氧菌 | 細胞外                                  |
| 奈瑟菌屬         | - 淋球菌 - 腦膜炎雙球菌                                                 | 陰性              | 菜豆形                           | 好氧菌                                     | 淋球菌：兼性細胞內 腦膜炎雙球菌：細胞外 |
| 假單胞菌屬       | - 綠膿桿菌                                                              | 陰性              | 桿菌                             | 專性好氧菌                                 | 細胞外                                  |
| 立克次體         | - 立氏立克次體                                                          | 陰性，不易染色    | 小的球杆菌                       | 好氧菌                                     | 專性細胞內                              |
| 沙門氏菌屬       | - 傷寒桿菌 - 鼠伤寒沙门菌                                               | 陰性              | 芽孢桿菌                         | 兼性厭氧菌                                 | 兼性細胞內                              |
| 志賀氏菌屬       | - 宋内志贺菌                                                            | 陰性              | 桿菌                             | 兼性厭氧菌                                 | 細胞外                                  |
| 葡萄球菌屬       | - 金黃色葡萄球菌 - 表皮葡萄球菌 - 腐生葡萄球菌                          | 陽性，深色        | 圓形球菌                         | 兼性厭氧菌                                 | 細胞外，兼性細胞內                      |
| 鏈球菌屬         | - 无乳链球菌 - 肺炎鏈球菌 - 产脓链球菌                                  | 陽性              | 卵形至圓形                       | 兼性厭氧菌                                 | 細胞外                                  |
| 密螺旋體         | - 梅毒螺旋體                                                            | 陰性，不易染色    | 螺旋體                           | 好氧菌                                     | 細胞外                                  |
| 脲原体属         | - 解脲支原體                                                            | 不易染色          | 不明顯，類似煎蛋的外形，無細胞壁 | 厭氧菌                                     | 細胞外                                  |
| 弧菌屬           | - 霍亂弧菌                                                              | 陰性              | 一側有鞭毛的弧菌                 | 兼性厭氧菌                                 | 細胞外                                  |
| 耶爾辛氏菌屬     | - 鼠疫桿菌 - 结肠炎耶尔森杆菌 - 假性結核病耶氏桿菌                      | 陰性（bipolarly） | 小的桿菌                         | 兼性厭氧菌                                 | 細胞內                                  |

## 病原細菌及其臨床特徵
以下是一些病原細菌的臨床特徵及治療方式。
| 屬         | 種                                                | 感染途徑                                                                       | 疾病 | 診斷                                                                                      | 預防方式                                                                          |
| 芽孢桿菌屬 | 炭疽桿菌                                          | 接觸牛、羊或是馬 吸入孢子或是因擦傷進入體內                                    | 炭疽病：肺、腸胃或/及皮膚的症狀                                                                                   | 感染初期： 盤尼西林 多西环素 环丙沙星 瑞西巴库                                            | 炭疽病疫苗 高压釜設備消毒                                                         |
| 博德特菌屬 | 百日咳桿菌                                        | 接觸到受感染者的飛浨                                                           | 百日咳 細菌性肺炎                                                                                                 | 巨環內酯抗细菌药 阿奇霉素 红霉素 克拉霉素                                                 | 百日咳疫苗、百日咳白喉破伤风三联疫苗                                              |
| 疏螺旋體屬 | 伯氏疏螺旋體 加里疏螺旋體 阿氏疏螺旋體            | 被在寄生在老鼠等啮齿类动物上的硬蜱属感染                                       | 莱姆病 关节炎 | 早期： 頭孢菌素 阿莫西林 去氧羥四環素                                                     | 穿衣服減少皮膚的暴露 驅蟲劑 清空发现蜱的区域                                      |
| 布魯氏菌屬 | 流產布魯氏菌 犬布氏桿菌 馬爾他布魯氏菌 豬布氏桿菌 | 直接接觸受感染的動物 食用未消毒的奶類及奶製品                                  | 布魯氏菌病 | 去氧羥四環素 鏈黴素或慶大黴素                                                             |                                                                                   |
| 弯曲菌属   | 空肠弯曲菌                                        | 接觸動物（哺乳动物和家禽）的糞便 污染的肉类（特别是家禽） 污染的水             | 急性肠炎 | 處理症狀 嚴重時可用环丙沙星                                                               | 良好衛生習慣 避免接觸受污染的水 乳類及乳製品的殺菌 肉類煮熟後再食用（特别是家禽） |
| 衣原體屬   | 肺炎性披衣菌                                      | 飛沬                                                                           | 社区型呼吸道感染                                                                                                  | 去氧羥四環素 红霉素                                                                       | 無                                                                                |
| 衣原體屬   | 砂眼衣原體                                        | 性交 口交 肛交 母親傳染給新生兒的垂直感染（結膜炎） 接觸到受污染的表面（沙眼） | 非淋菌性尿道炎（NGU） 花柳性淋巴肉芽腫（LGV） 沙眼 盆腔炎 尿道炎 前列腺炎 附睾炎 異位妊娠 新生儿肺炎 新生儿结膜炎 | 红霉素 去氧羥四環素                                                                       | 新生兒眼部塗红霉素或硝酸銀 安全性行為 禁慾                                        |
| 披衣菌     | 猫衣原体                                          | 吸入含有鳥類糞便的灰塵                                                         | 鸚鵡熱 | 四環黴素 去氧羥四環素 紅黴素                                                              |                                                                                   |
| 梭菌屬     | 肉毒桿菌                                          | 土中的孢子，罐裝食物、薰魚及蜂蜜                                               | 肉毒桿菌中毒：主要是肌肉無力及瘫痪                                                                                | 抗毒素 盤尼西林 高壓氧治療 呼吸器                                                         | 正確的食物保存方式                                                                |
| 梭菌屬     | 艱難梭菌                                          | 腸道菌群，因其他菌種耗盡時，此菌種過度生長所造成                               | 偽膜性結腸炎 | 停用抗生素 若嚴重時用萬古黴素或甲硝唑                                                     |                                                                                   |
| 梭菌屬     | 產氣莢膜梭菌                                      | 土壤中的孢子 陰道菌群及腸道菌群                                                | 蜂窩組織炎 氣性壞疽 急性食物中毒                                                                                  | 氣性壞疽： 清創或截肢 高壓氧治療 高劑量的多西环素、青黴素 G及克林黴素 食物中毒： 支持治療 | 適當的食物處理                                                                    |
| 梭菌屬     | 破傷風梭菌                                        | - 土壤中的孢子，由皮膚的傷口進入                                               | - 破傷風 | - 破傷風免疫球蛋白 - 鎮靜劑 - 肌肉鬆弛劑 - 呼吸器 - 盤尼西林或甲硝唑                      | - 破傷風疫苗，例如百日咳白喉破伤风三联疫苗                                        |

## 参阅
- 人类微生物菌落项目 (HMP)
- 抗生素列表（英语：List of antibiotics）